# Ectropothecium afromolluscum
Ectropothecium afromolluscum är en bladmossart som beskrevs av Brotherus 1897. Ectropothecium afromolluscum ingår i släktet Ectropothecium och familjen Hypnaceae. Inga underarter finns listade i Catalogue of Life.